# Pitcairnia johannis
Pitcairnia johannis är en gräsväxtart som beskrevs av Lyman Bradford Smith. Pitcairnia johannis ingår i släktet Pitcairnia och familjen Bromeliaceae. Inga underarter finns listade i Catalogue of Life.